# Sam Bith
Sam Bith (* 1933?; † 15. Februar 2008) war ein kambodschanischer Militärführer, Guerillaführer und verurteilter Mörder aus den Reihen der Roten Khmer. Bith war der ehemalige Stellvertreter des militärischen Leiters der Roten Khmer, Ta Mok.
Am 26. Juli 1994 entführten Bith und eine Gruppe von Rebellen mit dem Australier David Wilson, dem Briten Mark Slater und dem Franzosen Jean-Michel Braquet drei westliche Touristen. Bei dem Angriff wurden mindestens zehn Kambodschaner getötet. Die drei Touristen und einige Kambodschaner wurden unter miserablen Bedingungen in der Provinz Kampot gefangen gehalten; später wurden die drei westlichen Geiseln ermordet. Sam Bith wurde 2002 wegen der Entführung und Ermordung zu lebenslanger Haft verurteilt.

## Nachweise
1. ↑  WTOPnews.com: “Convicted Khmer Rouge Commander Dies” (Memento des Originals vom 13. September 2005 im Internet Archive)  Info: Der Archivlink wurde automatisch eingesetzt und noch nicht geprüft. Bitte prüfe Original- und Archivlink gemäß Anleitung und entferne dann diesen Hinweis., 15. Februar 2008 (engl.).
2. ↑  BBC News: “Khmer Rouge commander charged”, 23. Mai 2002 (englisch).

| Personendaten    | Personendaten                   |
| ---------------- | ------------------------------- |
| NAME             | Sam Bith                        |
| KURZBESCHREIBUNG | kambodschanischer Militärführer |
| GEBURTSDATUM     | um 1933                         |
| STERBEDATUM      | 15. Februar 2008                |